# Jean-Baptiste Bottex
Pour les articles homonymes, voir Bottex.
Jean-Baptiste Bottex, né le 26 décembre 1743 à Neuville-sur-Ain et tué le 3 septembre 1792 à Paris, est un ecclésiastique français, député du clergé aux États généraux de 1789. 
Peu actif à l'Assemblée nationale constituante où il peut être classé à droite, il refuse le serment à la Constitution civile du clergé, ce qui fait de lui un prêtre réfractaire. Il siège jusqu'à la fin de la session de l'Assemblée le 30 septembre 1791.
Il est emprisonné le 14 août 1792, refuse également le nouveau serment imposé aux prêtres et est tué lors des lors des massacres de Septembre 1792. Il est béatifié par le pape Pie XI, parmi les « Bienheureux martyrs de la Révolution Française », le 17 octobre 1926.

## Biographie

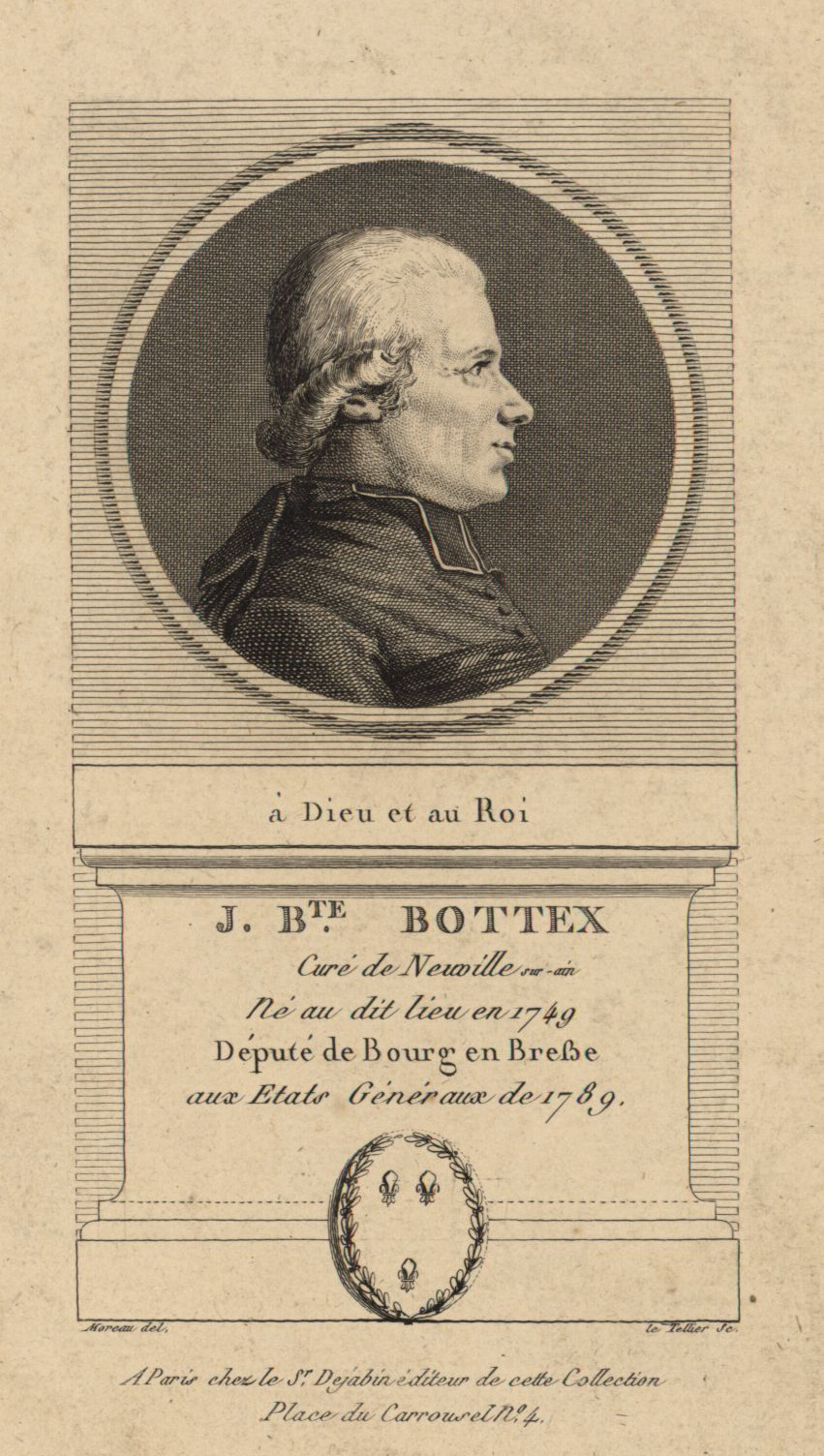
J. Bte. Bottex. Collection des portraits des deputés a l'Assemblée nationale de 1789, musée Carnavalet, Paris.

### Ecclésiastique
Jean-Baptiste Bottex est né le 26 décembre 1743 à Neuville-sur-Ain,,. Il est le fils de Mamert Bottex, notaire royal, et d'Anne Montagnat,. Jean-François Bouveiron, député du tiers état du bailliage de Bourg-en-Bresse aux États généraux, est son cousin germain.
Il entre au séminaire Saint-Irénée de Lyon et y devient en 1773 professeur de logique,. Il est ordonné le 19 mars 1774. Il est docteur en théologie,. Il est vicaire à Saint-Jean-le-Vieux puis curé de sa paroisse natale, Neuville-sur-Ain,,.

### Député
Le 3 avril 1789,,, il est élu député du clergé du bailliage de Bourg-en-Bresse aux États généraux,,,,. Il est le second député du clergé de ce bailliage, après Charles Pierre Gaspard Gueidan,,.
À l'Assemblée nationale constituante, il prête le serment du Jeu de paume. Ensuite, il ne prend pas la parole dans les débats de l'Assemblée. Il peut être classé à droite, parmi les aristocrates. En 1791, il refuse de prêter le serment à la Constitution civile du clergé, ce qui fait de lui un prêtre réfractaire,. Il siège jusqu'au 30 septembre 1791, date de la fin de la session de l'Assemblée constituante.

### Arrestation et mort
Après la fin de la session, il se retire au séminaire des Missions étrangères de Paris,. Il y est arrêté comme suspect après la journée du 10 août 1792, à cause de ses relations avec l'abbé Maury et d'autres constituants de droite. Il est capturé dans la nuit du 14 au 15 août, lors d'une descente de fédérés dans le séminaire des Missions étrangères. Il n'a pas le temps de se débarrasser de tous ses papiers compromettants,. 
Il est incarcéré à la prison de La Force et refuse de prêter le nouveau serment demandé aux prêtres par l'Assemblée législative : « Je jure d’être fidèle à la Nation et de maintenir la Liberté et l’Égalité ou de mourir en les défendant »,,. Pour un clerc soucieux de respecter la liberté religieuse, prêter ce serment, sur lequel le pape ne s'est pas prononcé, pose un cas de conscience,.
Il est tué lors des massacres de Septembre, le 3 septembre 1792,,, avec 160 autres prisonniers. 

### Béatification
Il est béatifié par l'Église catholique parmi les « Bienheureux martyrs de la Révolution Française ». Le 17 octobre 1926, à Rome, le pape Pie XI béatifie 191 ecclésiastiques, dont Jean-Baptiste Bottex, considérés par l'Église comme des victimes de la Révolution française. Cette béatification est précédée d'une importante enquête historique et hagiographique, dont témoigne, en ce qui concerne Jean-Baptiste Bottex, la biographie publiée par l'abbé Charles Dementhon en 1903. Selon l'historien Albert Mathiez, cette biographie est « un panégyrique destiné à plaider (à la lettre) la béatification du martyr J.-B. Bottex ». Il ajoute : « Le récit du peu qu'on sait sur sa vie publique et privée pourrait aisément tenir en quelques pages ». 
Jean-Baptiste Bottex est fêté par l'Église catholique le 3 septembre.